# Actinoptera tatarica
Actinoptera tatarica es una especie de insecto del género Actinoptera de la familia Tephritidae del orden Diptera.

## Historia
Friedrich Georg Hendel la describió científicamente por primera vez en el año 1927.